# Polyandrie (sociologie)
Polyandrie of veelmannerij is het hebben van meerdere mannen tegelijkertijd. Het is daardoor een vorm van polygamie.
Een van de bekendere voorbeelden komt uit de Mahābhārata, een hindoeïstich epos waarin Draupadi getrouwd is met de vijf Pandava's.

## Voorkomen
Polyandrie is voorgekomen in Tibet, Nepal, India (Zanskar, Ladakh, Toda van Zuid-India, Nairs van Kerala, de Nymba en Pahari van Noord-India), en Sri Lanka. Ongeveer duizend jaar geleden bestond het in China, bij zeer arme gezinnen, daarbij trouwden alle zonen van een gezin met één vrouw.
De Britse regering tolereerde polygamie maar tolereerde polyandrie niet. De basis van de polyandrie ligt in het erfrecht waarbij in sommige volkeren de vrouw de grond erft. Vaak zijn de echtgenoten broers van elkaar, de zogeheten adelphogamie. Ook daar waar alle zonen grond erven is de polyandrie een middel om het grondbezit in de familie te houden.
Het wordt nog steeds opgemerkt bij de Mosuo 摩梭人, een volk in Yunnan (Zuid-China); en in sommige Sub-Sahara Afrikaanse en Amerikaanse inheemse gemeenschappen, waaronder de Surui in het noordwesten van Brazilië.